# إبراهيم الحجري
إبراهيم الحجري (1972 - 7 يوليو 2021)، هو كاتب روائي وناقد أدبي مغربي.
ولد إبراهيم الحجــري ببلدة أولاد أفرج نواحي مدينة الجديدة عام 1972م، حيث تلقى تعليمه الأولي والثانوي، والعالي بين مدينتي الجديدة والرباط إلى حين حصوله على الدكتوراه في اللغة العربية وآدابها من جامعة محمد الخامس - الرباط عام 2013م. عمل أستاذاً للغة العربية بالتعليم الثانوي الإعدادي والتأهيلي بين أعوام 1997م و2011م، ثُمّ مفتشاً تربويّاً في مادة اللغة العربية بعد تخرّجه في مركز تكوين مفتشي التعليم، الرباط، عام 2011م. وهو أب لثلاثة أطفال.
ترك إنتاجاً إبداعيّاً متعدد الأوجه والمسارات، فراكم تجربة علمية وإبداعية تحتذى، وأنجز عدداً من البحوث والمؤلفات السردية الروائية والنقدية الرائدة، بعضها ترجم إلى لغات أجنبية، وبعضها توج بجوائز دولية مرموقة،

## وفاته
توفي يوم الأربعاء 7 يوليو 2021 في نحو الساعة الرابعة ونصف عصراً، بمستشفى الشيخ خليفة بمدينة الدار البيضاء، عن عمر يناهز الـ 49 عاماً. وكان قد دخل في غيبوبة قسرية امتدّتْ نحو أسبوعين، بعد وعكة صحية مفاجئة ألمّتْ به يوم الثلاثاء 22 يونيو 2021، نُقِل على إثرها إلى إحدى مصحات مدينة الجديدة، ثم إلى قسم الإنعاش بمستشفى الشيخ خليفة. مرض غامض.

## من مؤلفاته
```
من أعماله الإبداعية والنقدية:
```

- “أسارير الوجع العشيق” 2006م.
- ”صابون تازة” 2011م.
- ”العفاريت” 2013م.
- ”رجل متعدد الوجوه” 2014م.
- ”آفاق التجريب في القصيدة المغربية الجديدة” 2006م.
- ”الشعر والمعنى”.
- “شعرية الفضاء في الرحلة الأندلسية”.
- ”المفهومية في التشكيل العربي: نماذج ورؤى” 2012م.
- ”المتخيل الروائي العربي” 2012م.
- ”خطاب الرحلة المغربي الأندلسي: مقاربة سردية- أنثروبولوجية” 2013م.
- «أبواب موصدة» مجموعة سردية، دار القرويين، البيضاء 2000.
- «أسارير الوجع العشيق»، منشورات وزارة الثقافة، الكتاب الأول، 2006م.

## الجوائز
- جائزة الوديع الأسفي في الشعر (2001).
- جائزة دبي في الرواية (2004).
- جائزة بدايات في القصة (2005).
- جائزة الشارقة للنقد التشكيلي (2012).
- جائزة الطيب صالح في النقد الأدبي- الخرطوم (2013).
- جائزة الأدب المكتبي- الشارقة (2014).
- جائزة الألوكة للقيم- الرياض (2015).
- جائزة كتارا للرواية العربية عن فئة الدراسات لعام (2016).[5]